# Ditha elegans
Ditha elegans är en spindeldjursart som beskrevs av Chamberlin 1929. Ditha elegans ingår i släktet Ditha och familjen Tridenchthoniidae. Inga underarter finns listade i Catalogue of Life.